# DTB-Pokal
Der DTB-Pokal (Eigenschreibweise DTB Pokal) ist ein internationaler Turnwettkampf, der jährlich im Frühjahr an drei Tagen in der Porsche-Arena in Stuttgart stattfindet.

## Geschichte
Der DTB-Pokal fand erstmals 1983 in der damals neu eröffneten Stuttgarter Hanns-Martin-Schleyer-Halle statt. Seit 2007 ist die Porsche-Arena Austragungsort. Im Jahr 2011 war der Wettkampf erstmals eine von vier Stationen des neu geschaffenen Turn-Weltcups. Bis zum Jahr 2015 fand die Veranstaltung im Herbst statt, seitdem im Frühjahr. Im Jahr 2017 gab es den bisherigen Zuschauerrekord mit 24.500 Besuchern. 2020 und 2021 wurde die Veranstaltung wegen der COVID-19-Pandemie abgesagt. 2022 stieg man aus finanziellen Gründen aus der Weltcup-Serie aus. In diesem Jahr gab es erstmals einen Mixed-Wettbewerb.

## Wettkampfmodus
In dem als Team Challenge bezeichneten Mannschaftswettbewerb bestreiten nach einer Qualifikation bei den Männern sechs, bei den Frauen vier Teams das Finale. In der Qualifikation treten jeweils drei Turner pro Land und Gerät an, im Finale drei bei den Frauen und zwei bei den Männern. Im Rahmen des Turn-Weltcups wurde bis 2019 zudem ein Einzel-Mehrkampf ausgetragen. Hier turnten bei Männern und Frauen jeweils neun Athleten. An den jeweiligen Geräten wurde in der umgekehrten Reihenfolge der Gesamtplatzierung nach dem vorherigen Gerät gestartet. Seit 2022 gibt es statt des Mehrkampfes Geräte-Einzelfinals und einen zusätzlichen Mixed Cup mit vier Mannschaften.